# Diana Ferreira
Diana Jorge Martins Ferreira (Porto, 17 de março de 1981) é uma psicóloga e política portuguesa, deputada à Assembleia da República Portuguesa entre setembro de 2014 e setembro de 2022, e reeleita consecutivamente pelo círculo do Porto em 2015, 2019 e 2022 pelo Partido Comunista Português.

## Biografia
Licenciada em Psicologia pela Faculdade de Psicologia e Ciências da Educação da Universidade do Porto, na qual foi membro da Direção da Associação de Estudantes da Faculdade. Foi membra da Direção da Associação Vulpis - Associação Cultural de Gulpilhares, em Vila Nova de Gaia.

## Atividade Política
Militante da Juventude Comunista Portuguesa, integrou a sua Comissão Regional do Porto e a sua Direção Nacional. Como militante do Partido Comunista Português, integra a Comissão Concelhia de Vila Nova de Gaia e a Direção da Organização Regional do Porto do PCP.
Foi eleita na Assembleia Municipal de Vila Nova de Gaia e na Assembleia de Freguesia da União das Freguesias de Gulpilhares e Valadares.
Foi deputada à Assembleia da República entre 2014 e 2022.

## Cargos exercidos na Assembleia da República

### XV Legislatura
Na XV Legislatura da Assembleia da República Portuguesa foi deputada apenas até setembro de 2022, quando suspendeu o mandato para entrar em licença de maternidade, tendo sido substituída por Alfredo Maia. Em março de 2023, renunciou definitivamente ao mandato alegando razões de ordem familiar, não retomando o mandato após a licença de maternidade. Foi substituída por Manuel Loff.

### XIV Legislatura
Na XIV Legislatura da Assembleia da República Portuguesa foi coordenadora e Vice-presidente da Comissão de Trabalho e Segurança Social. É também suplente na Comissão de Cultura e Comunicação e na Comissão de Administração Pública, Modernização Administrativa, Descentralização e Poder Local.
Faz parte dos grupos de trabalho dedicados às Audiências, aos Direitos das Pessoas com Deficiência, às Prestações por incapacidade, decorrentes de doença ou acidentes de trabalho e ao Regime de Cedência de Interesse Público.

### XIII Legislatura
Na XIII Legislatura foi coordenadora da Comissão de Cultura, Comunicação, Juventude e Desporto.
Pertenceu às Comissões de Trabalho e Segurança Social; à Comissão Parlamentar de Inquérito sobre as consequências e responsabilidades políticas do furto do material militar ocorrido em Tancos.
Integrou os seguintes grupos de trabalho: Responsabilidade Penal por Condutas Antidesportivas; Iniciativas Legislativas sobre Direitos da Criança; Educação Especial; Ordens Profissionais; Desporto; Regime Juridico do Trabalho Desportivo e da Formação Desportiva; Alteração da Composição do CES; Estatuto do Cuidador Informal e Deficiência.

### XII Legislatura
Na XII Legislatura pertenceu à Comissão de Educação, Ciência e Cultura e aos grupos de trabalho dedicados à Indisciplina em meio escolar; Currículos dos Ensinos Básico e Secundário e Desporto.